# Татько Пилип Петрович
Пилип Петрович Татько (Татьков) (1883, місто Катеринослав? — 7 жовтня 1939, місто Кисловодськ, тепер Російська Федерація) — український радянський діяч. Член Центральної контрольної комісії КП(б)У в квітні 1923 — січні 1934 року. Член Центральної контрольної комісії ВКП(б) у липні 1930 — січні 1934 року.

## Біографія
Народився в бідній селянській родині. Працював робітником-котельником на заводах міста Катеринослава.
Член РСДРП(б) з 1902 року. Вів революційну діяльність у місті Катеринославі, був членом Амур-Нижньодніпровської районної організації РСДРП. Активний учасник революційних подій 1905 року. Один із організаторів ради робітничих депутатів і бойових робітничих дружин на трубопрокатному заводі Шодуара. За революційну діяльність декілька разів був заарештований, перебував на засланні.
У 1917 році — член Задніпровського (Амур-Нижньодніпровського) районного комітету РСДРП(б), член Катеринославської Ради робітничих і солдатських депутатів, голова заводського комітету заводу «Сіріус». З червня 1917 року — голова Центрального бюро фабзавкомів Катеринослава. Учасник Катеринославського збройного повстання у грудні 1917 року.
З грудня 1917 року — голова Євпаторійської ради професійних спілок, інструктор Народного комісаріату праці Радянської соціалістичної республіки Тавриди. У 1918 році, під час німецької окупації — на підпільній роботі в Криму.
З січня 1920 року — на профспілковій роботі в Донбасі. У 1921 році — уповноважений Тимчасової паливної комісії Ради Праці і Оборони РРФСР з нагляду за транспортуванням палива в районі Волги і Каспійського моря і спостереження за роботами з ремонту нафтоналивного флоту.
З середини 1920-х років працював в апараті Центральної Контрольної Комісії КП(б)У та Народного комісаріату робітничо-селянської інспекції УСРР. Був завідувачем відділу покращення державного апарату наркомату РСІ УСРР, завідувачем відділу соціального побуту ЦКК КП(б)У.
З 1928 до 1930 року — голова Артемівської окружної контрольної комісії КП(б)У. Обирався кандидат в члени та членом Президії Центральної Контрольної Комісії КП(б)У.
До жовтня 1939 року — голова Київського обласного комітету профспілки робітників житлового господарства СРСР.
Помер під час лікування на курорті в місті Кисловодську.